# Bomba termobarica

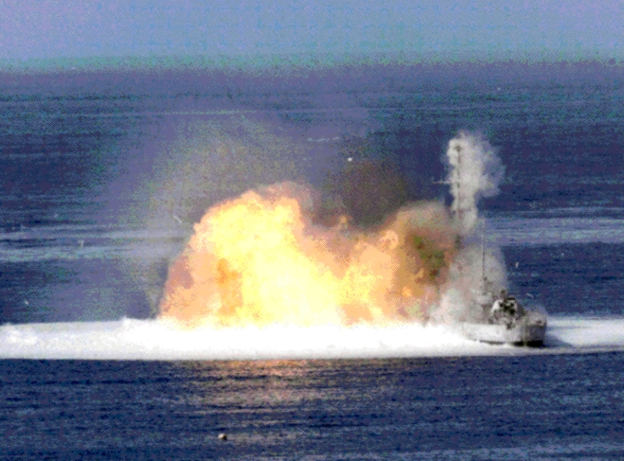
Esplosione di una bomba a vuoto

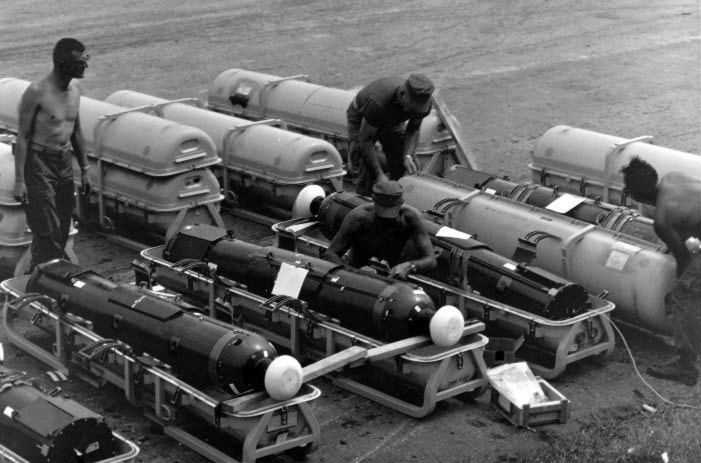
Bombe a vuoto in Vietnam

La bomba termobarica (in inglese Thermobaric weapon), o impropriamente bomba a vuoto, è una particolare tipologia di arma convenzionale che usa l'ossigeno dell'aria circostante per generare un'esplosione ad alta temperatura.
Le armi termobariche sono composte quasi al 100% di carburante e di conseguenza sono significativamente più energetiche e la loro esplosione dura più a lungo degli esplosivi convenzionali dello stesso peso.

## Caratteristiche
Mentre la maggior parte degli esplosivi convenzionali utilizza una premiscela combustibile-ossidante come la polvere da sparo, che contiene il 25% di combustibile e il 75% di ossidante, o un esplosivo come l'RDX, le armi termobariche sono composte quasi al 100% da combustibile e sono quindi significativamente più energetiche degli esplosivi convenzionali di pari peso. Nonostante la loro dipendenza dall'ossigeno atmosferico le renda inadatte all'uso sott'acqua, ad alta quota e in condizioni atmosferiche avverse, esse sono tuttavia considerevolmente più distruttive se usate contro fortificazioni da campo come le trincee, le gallerie, i bunker e le grotte.
La carica iniziale detona non appena viene colpito il bersaglio, aprendo il serbatoio e disperdendo la miscela di carburante come se fosse una nuvola. Solitamente l'onda d'urto di una bomba termobarica dura molto più a lungo di un'esplosione convenzionale.
A differenza di un esplosivo che utilizza l'ossidazione in una regione confinata per produrre un fronte di esplosione che emana da una singola fonte, il fronte della fiamma termobarica accelera in un grande volume, che produce fronti di pressione all'interno della miscela di combustibile e ossidante e poi anche nell'aria circostante. In altre parole, il fronte della fiamma è confinato dall'onda di pressione dell'esplosione iniziale, creando un rilascio di energia molto maggiore.
Gli esplosivi termobarici applicano i principi alla base delle esplosioni accidentali di nubi di vapore non confinate, che includono quelle da dispersioni di polveri e goccioline infiammabili. Tali esplosioni di polveri sono avvenute più spesso nei mulini di farina e nei loro contenitori di stoccaggio, e successivamente nelle miniere di carbone, prima del 20º secolo. Le esplosioni accidentali di nubi di vapore non confinate ora accadono più spesso in petroliere parzialmente o completamente vuote, serbatoi di raffinerie e navi, come l'incendio di Buncefield nel Regno Unito nel 2005, dove l'onda d'urto ha svegliato le persone ad oltre 150 chilometri dal suo centro.
Tipicamente una bomba è composta da un contenitore confezionato con una sostanza combustibile, il cui centro ha una piccola "carica di dispersione" di esplosivo convenzionale. I combustibili sono scelti in base all'esotermicità della loro ossidazione: vanno dai metalli in polvere, come l'alluminio o il magnesio, ai materiali organici, eventualmente con un ossidante parziale. Lo sviluppo più recente prevede l'uso di nano-combustibili.
La resa effettiva di una bomba termobarica dipende dalla combinazione di una moltitudine di fattori, come il modo in cui il combustibile è disperso, quanto rapidamente si mescola con l'atmosfera circostante e l'innesco dell'accenditore e la sua posizione rispetto al contenitore di combustibile. In alcuni modelli, contenitori particolarmente resistenti permettono di contenere la pressione dell'esplosione abbastanza a lungo da riscaldare il combustibile ben al di sopra della sua temperatura di autoaccensione, così che una volta che il contenitore scoppia, il combustibile surriscaldato si autoaccende progressivamente man mano che entra in contatto con l'ossigeno atmosferico. I limiti di esplosività superiori e inferiori convenzionali si applicano a tali armi. Da vicino, l'esplosione della carica di dispersione, comprimendo e riscaldando l'atmosfera circostante, ha una certa influenza sul limite inferiore. È stato dimostrato che il limite superiore influenza fortemente l'accensione delle nebbie sopra le pozze d'olio. Questa debolezza può essere eliminata da modelli in cui il combustibile è preriscaldato ben al di sopra della sua temperatura di accensione in modo che il suo raffreddamento durante la sua dispersione comporti ancora un minimo ritardo di accensione al momento della miscelazione. La continua combustione dello strato esterno delle molecole di combustibile, man mano che entrano in contatto con l'aria, genera ulteriore calore che mantiene la temperatura dell'interno della palla di fuoco, e quindi sostiene la detonazione.
Negli spazi ristretti viene generata una serie di onde d'urto che mantengono la palla di fuoco e possono estendere la sua durata tra i 10 e i 50 ms poiché si verificano reazioni esotermiche di ricombinazione. Ulteriori danni possono derivare dal fatto che i gas si raffreddano e la pressione scende bruscamente, portando a un vuoto parziale. Questo effetto di rarefazione ha dato origine al termine improprio "bomba a vuoto". Si ritiene che in tali strutture si verifichi anche una postcombustione di tipo pistonico, poiché i fronti di fiamma accelerano attraverso di essa.

## Incidenti
Al di fuori del campo bellico, vi sono stati diversi incidenti esplosivi imputabili all'effetto chimico-fisico di cui sopra, cioè quello in cui un combustibile dapprima si disperde finemente nell'aria miscelandosi con essa e successivamente, trovando un innesco, detona con violenza, distruggendo un'area ben maggiore di un semplice incendio causato dalla stessa quantità di combustibile. Si ricordi per esempio l'incidente ferroviario di Viareggio del 29 giugno 2009, in cui da una cisterna di GPL ribaltata è fuoriuscito del gas che, mescolandosi con l'aria, ha creato una miscela esplosiva stratificata verso il basso. A seguito di un innesco, la miscela è detonata, coinvolgendo un'area di 300 metri di diametro e provocando il danneggiamento o la demolizione di diverse abitazioni, 32 morti e oltre 100 feriti.
Ci fu un episodio analogo sulla tangenziale di Bologna, fortunatamente senza vittime al di fuori del camionista che la guidava, ovvero l'incendio e la conseguente esplosione di una cisterna sulla tangenziale di Bologna il 6 agosto 2018.